# Michel Payot (1869-1908)
Pour les articles homonymes, voir Michel Payot.
Michel Payot (Chamonix, 29 mai 1869 - Chamonix, 30 janvier 1908) est un médecin de Chamonix, promoteur du ski alpin.
Il est un des premiers à utiliser des skis dans la vallée pour visiter des patients isolés.

## Pionnier de la randonnée à ski
Michel Payot découvre, à la fin XIXe siècle, un nouveau moyen de déplacement hivernal venant de Norvège : les skis. Il prend des cours avec deux moniteurs norvégiens. Devenu président de la section du CAF de Chamonix, il inaugure, avec ses amis guides, des itinéraires à ski comme la traversée Chamonix - Col du Géant - Courmayeur en 14 heures et la Haute Route Chamonix –Zermatt.

## Sports d'hiver
Il organise et participe à des compétitions de ski, de luge et de bobsleigh. On peut le considérer comme l'initiateur des sports d’hiver dans la vallée de Chamonix.

## Décès
Alors qu'il venait d’organiser la seconde compétition internationale de ski de Chamonix, le docteur Payot décède le 30 janvier 1908, des suites d’une pneumonie contractée après une visite à ski chez une malade au Tour.